# Milwaukee Bucks
I Milwaukee Bucks sono una squadra di pallacanestro della NBA (National Basketball Association), il campionato professionistico degli Stati Uniti.
Nati nel 1968 a Milwaukee, nello stato del Wisconsin, disputano le partite casalinghe nel moderno Fiserv Forum dal 2018, dopo essere stati ospitati fino al 1988 alla Milwaukee Arena e dal 1988 al 2018 al Bradley Center.
Dalla stagione di esordio hanno disputato i playoff per oltre la metà della loro storia, con 34 partecipazioni in 54 anni. Hanno raggiunto le finali NBA in tre occasioni: nel 1971, nel 1974 e nel 2021, vincendo le edizioni 1971 e 2021. Sin dalla prima stagione, il simbolo della franchigia è un cervo e i colori sociali principali sono il verde e il crema.

## Storia

### Fondazione della franchigia
I Bucks furono fondati nel 1968 come franchigia di espansione insieme ai Phoenix Suns ad Ovest. La NBA decise di premiare con una franchigia il Milwaukee Professional Sports and Services, Inc.; un gruppo guidato da Wesley Pavalon e Marvin Fishman. L'iscrizione alla lega avvenne previo pagamento di circa 2 milioni di dollari dell'epoca, che permisero ai Bucks di iniziare la loro avventura in Nba. La squadra giocò la sua prima partita di regular season il 16 ottobre 1968 contro i Chicago Bulls, davanti a 8 467 persone. La prima vittoria della sua storia arrivò poco tempo dopo nella sesta gara giocata; i Bucks vinsero quella partita per 134-118 contro i Detroit Pistons. Come è spesso accaduto alle squadre appena fondate, la prima stagione dei Bucks fu molto difficile: in quella stagione infatti vinsero solamente 26 delle 82 gare della regular season. Ciò diede però ai Bucks la possibilità di scegliere per primi al draft del 1969 e quel draft portò a Milwaukee il lungo centro Lew Alcindor, che in seguito avvicinandosi alla fede islamica cambiò il nome in Kareem Abdul-Jabbar. Futuro hall of famer e riconosciuto da tutti come uno dei più grandi giocatori Nba di tutti i tempi, il lungo pivot avrebbe fatto le successive fortune della franchigia negli anni a venire.

### Gli anni d'oro: l'anello del 1971 e la finale del 1974
Nei primi anni settanta, nonostante i pochissimi anni di vita, i Bucks riuscirono a diventare subito una delle squadre da battere di tutta la lega. Un gruppo di giocatori temuto e rispettato, guidato sul parquet dal duo composto da Kareem Abdul-Jabbar e Oscar Robertson, che assicurarono alla franchigia il primo titolo NBA nel 1971 dopo aver superato agevolmente i playoff con un doppio 4-1 ai danni degli Warriors e dei Lakers, e battendo nelle Finals i Baltimore Bullets con un perentorio 4-0 che la disse lunga sul dominio della compagine bianco verde durato tutta la stagione. Ad oggi i Bucks con il primo titolo vinto dopo soli tre anni dalla loro fondazione sono ancora detentori del record di campioni più precoci della storia della lega.
Dopo due altre buone stagioni concluse ai playoff, prima in finale e poi in semifinale di conference, eliminati rispettivamente da Los Angeles Lakers e Golden State Warriors, i Bucks si ripresentano alle Finals nel 1974 desiderosi di portare un nuovo titolo nel Wisconsin. Dopo essersi liberati facilmente di Lakers e Bulls nei playoff, vedono interrompere i loro sogni di gloria al termine di una serie tiratissima contro i più esperti Boston Celtics, che si impongono solamente a gara 7. 
Al termine della stagione appende le scarpette al chiodo Oscar Robertson, andando così a concludere il quadriennio in maglia Bucks condito da ben due finali Nba. La stagione seguente viene chiusa inaspettatamente dai Bucks con la mancata qualificazione ai playoff e la sensazione che il ciclo sia ormai prossimo alla fine. In aggiunta, nel 1975 avviene anche il passaggio di Abdul-Jabbar ai Los Angeles Lakers, con cui insieme a Magic Johnson avvierà la dinastia degli anni ottanta. A Milwaukee si chiude così un'era e per la franchigia si avvia un periodo di transizione e ricostruzione con nuovi giovani. Alla fine degli anni settanta si segnalano un paio di qualificazioni ai playoff senza mai andare oltre la semifinale ad Ovest.

### Anni ottanta e novanta tra alti e bassi
A partire dalla stagione 1980-81, a seguito dell'ingresso degli esordienti Dallas Mavericks, posizionati dalla Nba ad Ovest, i Bucks che erano tra le franchigie più a est, vengono spostati nella Eastern Conference dove sono tutt'oggi. 
Negli anni ottanta i Bucks vissero un periodo di fortune alterne senza mai giungere a una finale Nba, sebbene protagonisti di qualche annata positiva condita da alcune finali di conference. Nonostante fossero una squadra competitiva con giocatori di ottimo livello nel roster come Junior Bridgeman, Sidney Moncrief, Bob Lanier e Brian Winters, non riuscirono mai a raggiungere le finali NBA e replicare così i risultati degli anni settanta, fermandosi per tre volte alle finali di Conference, nel 1983 contro i Philadelphia 76ers di Julius Erving e nel 1984 e 1986 contro i Celtics di Larry Bird. 
In aggiunta ai risultati altalenanti ma comunque discreti, soprattutto se paragonati a quelli di altre franchigie, si aggiunse anche il crescendo di voci che volevano la franchigia lontana da Milwaukee. Molte infatti furono le speculazioni sulla possibilità di trasferire la franchigia in un'altra città più grande quindi potenzialmente più appetibile per gli sponsor, facendola giocare in una nuova arena più moderna e capiente. Il rischio venne alla fine sventato grazie a Herb Kohl che, rilevata la squadra nel 1985, riuscì a mantenerla a Milwaukee preservandone la tradizione storica.
Gli anni novanta sono quelli peggiori per la franchigia, che dal 1991 al 1998 manca per sette stagioni consecutive l'accesso ai playoff nonostante la presenza nei roster di quegli anni di giocatori importanti, sebbene spesso nella fase finale della carriera come Moses Malone e Orlando Woolridge. Nel 1996 le cose iniziano a cambiare nuovamente per la franchigia, che mette sotto contratto la guardia Ray Allen, a cui seguiranno un paio di anni dopo altri giocatori importanti come Vinny Del Negro e Sam Cassell. Alla fine degli anni novanta i Bucks, guidati da coach George Karl, tornano ad affacciarsi ai playoff dopo diversi anni.

### Anni duemila; exploit iniziale e sporadiche apparizioni ai playoff

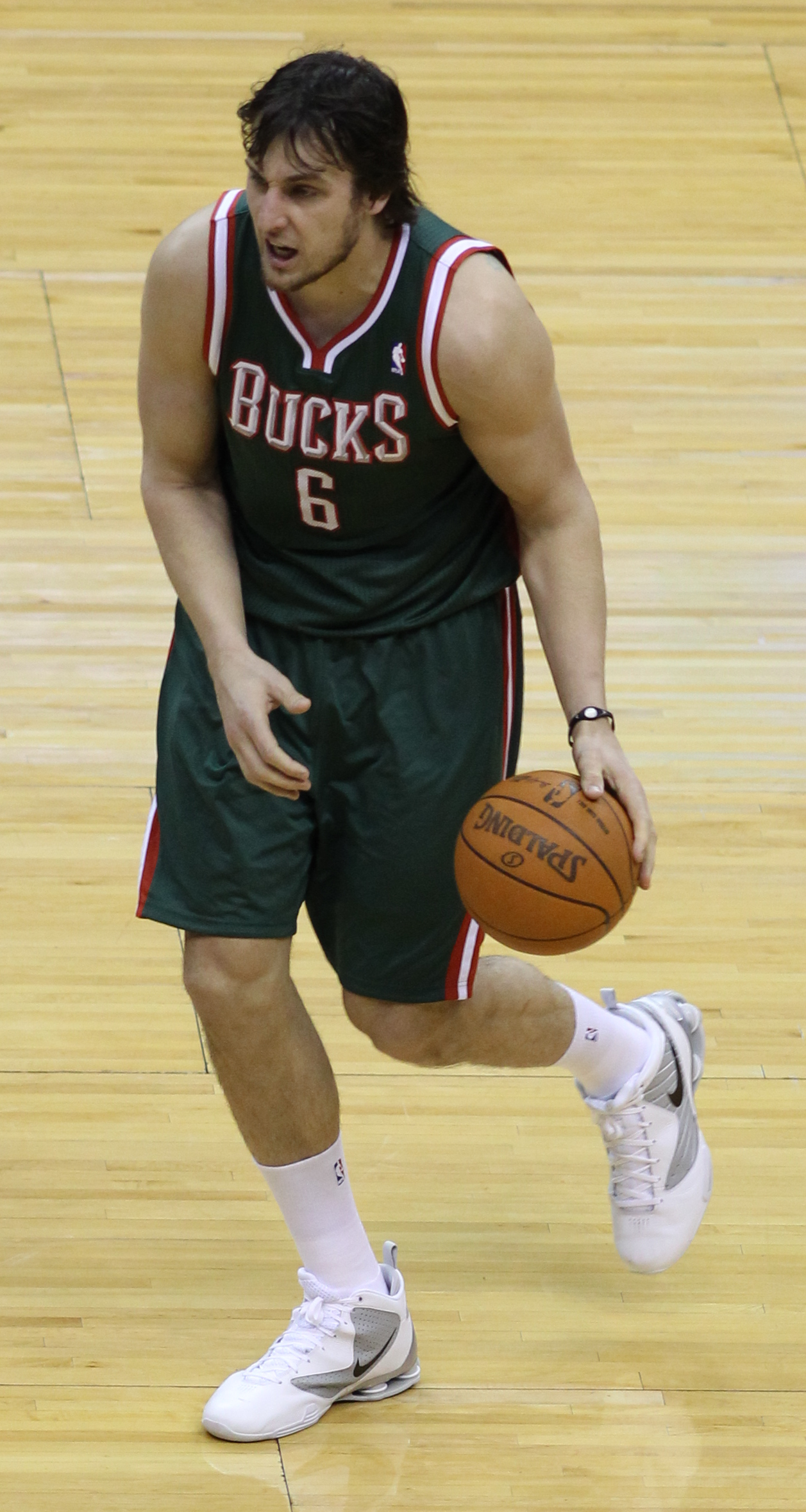
Andrew Bogut

La stagione 2000-01 è probabilmente una delle migliori per quanto riguarda la storia più recente della franchigia del Wisconsin. In quell'annata i Bucks grazie all'asse portante della squadra formato dai cosiddetti "Big Three": Ray Allen, Glenn Robinson, Sam Cassell e ottimi giocatori come Tim Thomas e Ervin Johnson, dopo aver disputato una grande annata nei playoff, arrivano fino alle finali di conference dove vengono sconfitti al termine di match tiratissimi solo in gara 7 per mano dei Philadelphia Sixers di Allen Iverson.
La bella stagione rimarrà però un'eccezione negli anni a venire, con le successive annate che saranno contraddistinte da alcune stagioni ai playoff sempre però con eliminazioni al primo turno senza entrare mai nella lotta per l'anello. Nel 2005 i Bucks ottengono la prima scelta assoluta al draft selezionando Andrew Bogut dell'università dello Utah. Nel marzo 2012 i Bucks lo avrebbero poi ceduto ai Golden State Warriors delusi dal rendimento del giocatore.
Dal 2006 al 2012 i Bucks, nonostante alcuni buoni giocatori nel roster come Carlos Delfino, Jerry Stackhouse, Corey Maggette e il turco Ersan Ilyasova, riescono ad accere ai playoff solo in una occasione, venendo eliminati al primo turno. Nelle annate successive la franchigia continua ad alternare eliminazioni in regular season ad altre al primo turno dei playoff, senza mai replicare l'exploit della stagione 2000-01 che rimane l'ultima di in certo livello degli ultimi quindici anni.

### L'era Giannis Antetokounmpo e il secondo titolo

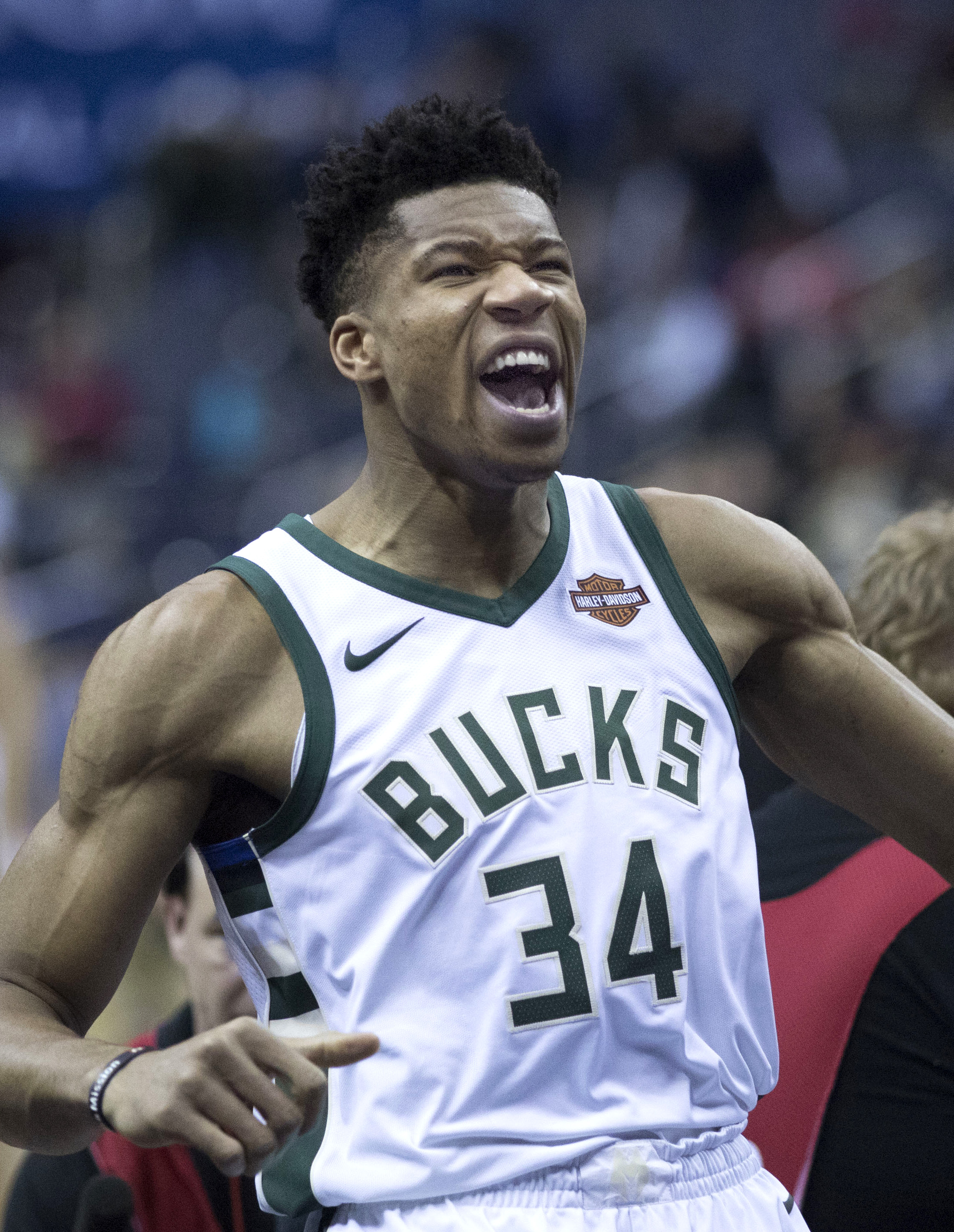
Giannīs Antetokounmpo

La svolta arriva al draft del 2013 quando, con la quindicesima chiamata, viene selezionato il giovane prospetto greco di origine nigeriane, Giannīs Antetokounmpo. Dopo la pessima stagione 2013-14 chiusa con un record negativo di 15 vittorie e 67 sconfitte, nelle annate seguenti i Bucks iniziano leggermente a migliorare, complice anche la presenza di Antetokounmpo che diventa sempre più importante per le sorti della squadra.  Nei quattro anni dal 2015 al 2018 si segnalano tre partecipazioni ai playoff, sebbene sempre con l'uscita al primo turno.
Per la stagione 2018-19 viene inaugurata la nuova arena, il Fiserv Forum.  Sotto la guida del nuovo coach Mike Budenholzer, i Bucks dominano la regular season con un record di 60-22, il migliore della NBA. Ai playoff superano i Detroit Pistons e i Boston Celtics ma nelle finali della Eastern Conference sono sconfitti dai Toronto Raptors. Giannīs Antetokounmpo vince il titolo di MVP della regular season 2018-19. Nel 2019-2020 arrivano ai playoff con il miglior primato della Eastern Conference. Passano al primo turno contro gli Orlando Magic ma escono alle semifinali di conference contro i solidi Miami Heat. Per il secondo anno consecutivo Giannīs Antetokounmpo vince il titolo di MVP della regular season 2019-20 e per la prima volta il Defensive Player Of The Year.
La stagione 2020-2021 diventa quella della definitiva consacrazione per la franchigia, tornata competitiva come nei primi anni settanta grazie al cestista greco e all'apporto di giocatori come Khris Middleton e Brook Lopez.  Al primo turno dei playoff sconfigge con un netto 4-0 i Miami Heat e al secondo turno i Nets di Durant, Irving e Harden vincendo la serie 4-3. Alle Conference Finals i Bucks superano gli Atlanta Hawks vincendo 4-2 e giungendo alle NBA Finals per la prima volta dal 1974.
Ad attenderli ci sono i Phoenix Suns di Chris Paul e Devin Booker, che non arrivavano alle finali dal 1993. Dopo aver perso le prime due gare a Phoenix, i Bucks rimontano chiudendo la serie sul 4-2 e vincendo il secondo anello, a distanza di 50 anni dal primo. Giannis Antetokounmpo vince il premio MVP delle finali.
La stagione seguente, giocata come squadra campione in carica, vede i Bucks passare agevolmente la regular season per poi eliminare i Chicago Bulls al primo turno. Le possibilità di difendere il titolo si arenano però in semifinale dopo essere stati battuti in gara 7 dai Boston Celtics.
Al termine della regular season 2022-2023, i Bucks si posizionano primi a est. Ai playoff però vengono sconfitti al primo turno dai Miami Heat per 4-1. È divenuta celebre l'intervista a Giannis Antetokoumpo in cui, dopo aver perso gara 5 contro gli Heat, contesta il giornalista che definisce la stagione dei Bucks un fallimento.

## Arene di gioco
- MECCA Arena (1968-1988)
- BMO Harris Bradley Center (1988-2018)
- Fiserv Forum (2018-presente)

## Record stagione per stagione
| Campione NBA | Campione di Conference | Campione di Division |

| Stagione        | V    | P    | %     | Play-off | Risultati                                                                                  |
| --------------- | ---- | ---- | ----- | --- | ------------------------------------------------------------------------------------------ |
| Milwaukee Bucks |      |      |       | |                                                                                            |
| 1968-69         | 27   | 55   | .329  | |                                                                                            |
| 1969-70         | 56   | 26   | .683  | Vincono le semifinali di division Perdono le finali di division                                                  | Milwaukee 4, Philadelphia 1 New York 4, Milwaukee 1                                        |
| 1970-71         | 66   | 16   | .805  | Vincono le semifinali di conference Vincono le finali di conference Vincono le finali NBA                        | Milwaukee 4, San Francisco 1 Milwaukee 4, Los Angeles 1 Milwaukee 4, Baltimore 0           |
| 1971-72         | 63   | 19   | .768  | Vincono le semifinali di conference Perdono le finali di conference                                              | Milwaukee 4, Golden State 2 Los Angeles 4, Milwaukee 2                                     |
| 1972-73         | 60   | 22   | .732  | Perdono le semifinali di conference                                                                              | Golden State 4, Milwaukee 2                                                                |
| 1973-74         | 59   | 23   | .720  | Vincono le semifinali di conference Vincono le finali di conference Perdono le finali NBA                        | Milwaukee 4, Los Angeles 1 Milwaukee 4, Chicago 0 Boston 4, Milwaukee 3                    |
| 1974-75         | 38   | 44   | .463  | |                                                                                            |
| 1975-76         | 38   | 44   | .463  | Perdono il primo round                                                                                           | Detroit 2, Milwaukee 1                                                                     |
| 1976-77         | 30   | 52   | .366  | |                                                                                            |
| 1977-78         | 44   | 38   | .537  | Vincono il primo round Perdono le semifinali di conference                                                       | Milwaukee 4, Phoenix 0 Denver 4, Milwaukee 3                                               |
| 1978-79         | 38   | 44   | .463  | |                                                                                            |
| 1979-80         | 49   | 33   | .598  | Perdono le semifinali di conference                                                                              | Seattle 4, Milwaukee 3                                                                     |
| 1980-81         | 60   | 22   | .732  | Perdono le semifinali di conference                                                                              | Philadelphia 4, Milwaukee 3                                                                |
| 1981-82         | 55   | 27   | .671  | Perdono le semifinali di conference                                                                              | Philadelphia 4, Milwaukee 2                                                                |
| 1982-83         | 51   | 31   | .622  | Vincono le semifinali di conference Perdono le finali di conference                                              | Milwaukee 4, Boston 0 Philadelphia 4, Milwaukee 1                                          |
| 1983-84         | 50   | 32   | .610  | Vincono il primo round Vincono le semifinali di conference Perdono le finali di conference                       | Milwaukee 3, Atlanta 2 Milwaukee 4, New Jersey 2 Boston 4, Milwaukee 1                     |
| 1984-85         | 59   | 23   | .720  | Vincono il primo round Perdono le semifinali di conference                                                       | Milwaukee 3, Chicago 1 Philadelphia 4, Milwaukee 0                                         |
| 1985-86         | 57   | 25   | .695  | Vincono il primo round Vincono le semifinali di conference Perdono le finali di conference                       | Milwaukee 3, New Jersey 0 Milwaukee 4, Philadelphia, 3 Boston 4, Milwaukee 0               |
| 1986-87         | 50   | 32   | .610  | Vincono il primo round Perdono le semifinali di conference                                                       | Milwaukee 3, Philadelphia 2 Boston 4, Milwaukee 3                                          |
| 1987-88         | 42   | 40   | .512  | Perdono il primo round                                                                                           | Atlanta 3, Milwaukee 2                                                                     |
| 1988-89         | 49   | 33   | .598  | Vincono il primo round Perdono le semifinali di conference                                                       | Milwaukee 3, Atlanta 2 Detroit 4, Milwaukee 0                                              |
| 1989-90         | 44   | 38   | .537  | Perdono il primo round                                                                                           | Chicago 3, Milwaukee 1                                                                     |
| 1990-91         | 48   | 34   | .585  | Perdono il primo round                                                                                           | Philadelphia 3, Milwaukee 0                                                                |
| 1991-92         | 31   | 51   | .378  | |                                                                                            |
| 1992-93         | 28   | 54   | . 341 | |                                                                                            |
| 1993-94         | 20   | 62   | .244  | |                                                                                            |
| 1994-95         | 34   | 48   | .415  | |                                                                                            |
| 1995-96         | 25   | 57   | .305  | |                                                                                            |
| 1996-97         | 33   | 49   | .402  | |                                                                                            |
| 1997-98         | 36   | 46   | .439  | |                                                                                            |
| 1998-99         | 28   | 22   | .560  | Perdono il primo round                                                                                           | Indiana 3, Milwaukee 0                                                                     |
| 1999-00         | 42   | 40   | .512  | Perdono il primo round                                                                                           | Indiana 3, Milwaukee 2                                                                     |
| 2000-01         | 52   | 30   | .634  | Vincono il primo round Vincono le semifinali di conference Perdono le finali di conference                       | Milwaukee 3, Orlando 1 Milwaukee 4, Charlotte 3 Philadelphia 4, Milwaukee 3                |
| 2001-02         | 41   | 41   | .500  | |                                                                                            |
| 2002-03         | 42   | 40   | .512  | Perdono il primo round                                                                                           | New Jersey 4, Milwaukee 2                                                                  |
| 2003-04         | 41   | 41   | .500  | Perdono il primo round                                                                                           | Detroit 4, Milwaukee 1                                                                     |
| 2004-05         | 30   | 52   | .366  | |                                                                                            |
| 2005-06         | 40   | 42   | .488  | Perdono il primo round                                                                                           | Detroit 4, Milwaukee 1                                                                     |
| 2006-07         | 28   | 54   | .379  | |                                                                                            |
| 2007-08         | 26   | 56   | .317  | |                                                                                            |
| 2008-09         | 34   | 48   | .415  | |                                                                                            |
| 2009-10         | 46   | 36   | .561  | Perdono il primo round                                                                                           | Atlanta 4, Milwaukee 3                                                                     |
| 2010-11         | 35   | 47   | .427  | |                                                                                            |
| 2011-12         | 31   | 35   | .470  | |                                                                                            |
| 2012-13         | 38   | 44   | .463  | Perdono il primo round                                                                                           | Miami 4, Milwaukee 0                                                                       |
| 2013-14         | 15   | 67   | .183  | |                                                                                            |
| 2014-15         | 41   | 41   | .500  | Perdono il primo round                                                                                           | Chicago 4, Milwaukee 2                                                                     |
| 2015-16         | 33   | 49   | .402  | |                                                                                            |
| 2016-17         | 42   | 40   | .512  | Perdono il primo round                                                                                           | Toronto 4, Milwaukee 2                                                                     |
| 2017-18         | 44   | 38   | .537  | Perdono il primo round                                                                                           | Boston 4, Milwaukee 3                                                                      |
| 2018-19         | 60   | 22   | .732  | Vincono il primo round Vincono le semifinali di conference Perdono le finali di conference                       | Milwaukee 4, Detroit 0 Milwaukee 4, Boston 1 Toronto 4, Milwaukee 2                        |
| 2019-20         | 56   | 17   | .767  | Vincono il primo round Perdono le semifinali di conference                                                       | Milwaukee 4, Orlando 1 Miami 4, Milwaukee 1                                                |
| 2020-21         | 46   | 26   | .639  | Vincono il primo round Vincono le semifinali di conference Vincono le finali di conference Vincono le finali NBA | Milwaukee 4, Miami 0 Milwaukee 4, Brooklyn 3 Milwaukee 4, Atlanta 2 Milwaukee 4, Phoenix 2 |
| 2021-22         | 51   | 31   | .622  | Vincono il primo round Perdono le semifinali di conference                                                       | Milwaukee 4, Chicago 1 Boston 4, Milwaukee 3                                               |
| 2022-23         | 58   | 24   | .707  | Perdono il primo round                                                                                           | Miami 4, Milwaukee 1                                                                       |
| 2023-24         | 49   | 33   | .598  | Perdono il primo round                                                                                           | Indiana 4, Milwaukee 2                                                                     |
| 2024-25         | 48   | 34   | .585  | Perdono il primo round                                                                                           | Indiana 4, Milwaukee 1                                                                     |
| Totale          | 2437 | 2170 | .529  | |                                                                                            |
| Playoffs        | 153  | 164  | .483  | 2 titoli NBA | 2 titoli NBA                                                                               |

## Roster attuale
| \| Pos. \| Num. \| Naz. \| Nome \| Altezza \| Peso \| Data nascita \| Provenienza \| \| ----- \| ---- \| ---- \| ---------------------- \| ------- \| ------ \| ------------ \| ------------------- \| \| AG \| 00 \| \| Sims, Jericho \| 208 cm \| 111 kg \| 20-10-1998 \| Texas \| \| G \| 3 \| \| Porter, Kevin \| 193 cm \| 92 kg \| 04-05-2000 \| USC \| \| G \| 5 \| \| Trent, Gary \| 196 cm \| 93 kg \| 18-01-1999 \| Duke \| \| AP/AG \| 7 \| \| Livingston, Chris \| 198 cm \| 100 kg \| 15-10-2003 \| Kentucky \| \| AG/C \| 9 \| \| Portis, Bobby \| 208 cm \| 113 kg \| 17-04-1998 \| Arkansas \| \| AP \| 12 \| \| Prince, Taurean \| 198 cm \| 100 kg \| 22-03-1994 \| Baylor \| \| G \| 13 \| \| Rollins, Ryan (TW) \| 191 cm \| 82 kg \| 03-07-2002 \| Toledo \| \| G \| 17 \| \| Umude, Stanley \| 198 cm \| 95 kg \| 12-04-1999 \| Arkansas \| \| AG \| 18 \| \| Kuzma, Kyle \| 208 cm \| 100 kg \| 24-07-1995 \| Utah \| \| AP \| 20 \| \| Green, A.J. \| 196 cm \| 86 kg \| 27-09-1999 \| Northern Iowa \| \| AG \| 21 \| \| Smith, Tyler \| 211 cm \| 102 kg \| 02-11-2004 \| George Bush HS (TX) \| \| G \| 24 \| \| Connaughton, Pat \| 196 cm \| 95 kg \| 06-01-1993 \| Notre Dame \| \| AP/AG \| 34 \| \| Antetokounmpo, Giannīs \| 211 cm \| 110 kg \| 06-12-1994 \| Grecia \| \| AG \| 35 \| \| Nance, Pete \| 208 cm \| 102 kg \| 19-02-2000 \| North Carolina \| \| P/G \| 44 \| \| Jackson, Andre \| 198 cm \| 100 kg \| 13-11-2001 \| Connecticut \| \| C \| \| \| Turner, Myles \| 211 cm \| 113 kg \| 24-03-1996 \| Texas \| | Allenatore - Doc Rivers Assistente/i - Vin Baker - Greg Buckner - Darvin Ham - Pete Dominguez - Jack Herum - Joe Prunty - Rex Kalamian - Dave Joerger - Jason Love - Spencer Rivers Legenda - (C) Capitano - (FA) Free agent - (S) Sospeso - (TW) Contratto Two-way - (GL) Assegnato a squadra G League affiliata - (SD) Scelto al Draft - Infortunato Roster • Transazioni · Ultima transazione: 6 febbraio 2025 |                                        |                        |         |        |              |                     |
| Pos. | Num. | Naz.                                   | Nome                   | Altezza | Peso   | Data nascita | Provenienza         |
| AG | 00 | Stati Uniti (bandiera)                 | Sims, Jericho          | 208 cm  | 111 kg | 20-10-1998   | Texas               |
| G | 3 | Stati Uniti (bandiera)                 | Porter, Kevin          | 193 cm  | 92 kg  | 04-05-2000   | USC                 |
| G | 5 | Stati Uniti (bandiera)                 | Trent, Gary            | 196 cm  | 93 kg  | 18-01-1999   | Duke                |
| AP/AG | 7 | Stati Uniti (bandiera)                 | Livingston, Chris      | 198 cm  | 100 kg | 15-10-2003   | Kentucky            |
| AG/C | 9 | Stati Uniti (bandiera)                 | Portis, Bobby          | 208 cm  | 113 kg | 17-04-1998   | Arkansas            |
| AP | 12 | Stati Uniti (bandiera)                 | Prince, Taurean        | 198 cm  | 100 kg | 22-03-1994   | Baylor              |
| G | 13 | Stati Uniti (bandiera)                 | Rollins, Ryan (TW)     | 191 cm  | 82 kg  | 03-07-2002   | Toledo              |
| G | 17 | Stati Uniti (bandiera)                 | Umude, Stanley         | 198 cm  | 95 kg  | 12-04-1999   | Arkansas            |
| AG | 18 | Stati Uniti (bandiera)                 | Kuzma, Kyle            | 208 cm  | 100 kg | 24-07-1995   | Utah                |
| AP | 20 | Stati Uniti (bandiera)                 | Green, A.J.            | 196 cm  | 86 kg  | 27-09-1999   | Northern Iowa       |
| AG | 21 | Stati Uniti (bandiera)                 | Smith, Tyler           | 211 cm  | 102 kg | 02-11-2004   | George Bush HS (TX) |
| G | 24 | Stati Uniti (bandiera)                 | Connaughton, Pat       | 196 cm  | 95 kg  | 06-01-1993   | Notre Dame          |
| AP/AG | 34 | Grecia (bandiera) · Nigeria (bandiera) | Antetokounmpo, Giannīs | 211 cm  | 110 kg | 06-12-1994   | Grecia              |
| AG | 35 | Stati Uniti (bandiera)                 | Nance, Pete            | 208 cm  | 102 kg | 19-02-2000   | North Carolina      |
| P/G | 44 | Stati Uniti (bandiera)                 | Jackson, Andre         | 198 cm  | 100 kg | 13-11-2001   | Connecticut         |
| C | | Stati Uniti (bandiera)                 | Turner, Myles          | 211 cm  | 113 kg | 24-03-1996   | Texas               |

## Giocatori

### Membri della Basketball Hall of Fame
| Membri Milwaukee Bucks nella Basketball Hall of Fame | Membri Milwaukee Bucks nella Basketball Hall of Fame | Membri Milwaukee Bucks nella Basketball Hall of Fame | Membri Milwaukee Bucks nella Basketball Hall of Fame | Membri Milwaukee Bucks nella Basketball Hall of Fame |
| Giocatori                                            | Giocatori                                            | Giocatori                                            | Giocatori                                            | Giocatori                                            |
| Num.                                                 | Nome                                                 | Ruolo                                                | Stagione/i                                           | Introdotto                                           |
| ---------------------------------------------------- | ---------------------------------------------------- | ---------------------------------------------------- | ---------------------------------------------------- | ---------------------------------------------------- |
| 1                                                    | Oscar Robertson 1                                    | P                                                    | 1970–1974                                            | 1980                                                 |
| 36                                                   | Dave Cowens                                          | C/AG                                                 | 1982–1983                                            | 1991                                                 |
| 7                                                    | Nate Archibald                                       | P                                                    | 1983–1984                                            | 1991                                                 |
| 16                                                   | Bob Lanier                                           | C                                                    | 1980–1984                                            | 1992                                                 |
| 33                                                   | Kareem Abdul-Jabbar                                  | C                                                    | 1969–1975                                            | 1995                                                 |
| 22 23                                                | Alex English                                         | AP                                                   | 1976–1978                                            | 1997                                                 |
| 8                                                    | Moses Malone                                         | C/AG                                                 | 1991–1993                                            | 2001                                                 |
| 7                                                    | Adrian Dantley                                       | AP/G                                                 | 1990–1991                                            | 2008                                                 |
| 20                                                   | Gary Payton                                          | P                                                    | 2003                                                 | 2013                                                 |
| 5                                                    | Guy Rodgers                                          | P                                                    | 1968–1970                                            | 2014                                                 |
| 34                                                   | Ray Allen                                            | G                                                    | 1996–2003                                            | 2018                                                 |
| 4                                                    | Sidney Moncrief                                      | G                                                    | 1979–1990                                            | 2019                                                 |
| 43                                                   | Jack Sikma                                           | C                                                    | 1986–1991                                            | 2019                                                 |
| 10                                                   | Bob Dandridge                                        | AP                                                   | 1969–1977 1981                                       | 2021                                                 |
| 7                                                    | Toni Kukoč                                           | AP/AG                                                | 2002–2006                                            | 2021                                                 |
| Allenatori                                           |                                                      |                                                      |                                                      |                                                      |
| Nome                                                 | Nome                                                 | Ruolo                                                | Stagione/i                                           | Introdotto                                           |
| Don Nelson                                           | Don Nelson                                           | Allenatore                                           | 1976–1987                                            | 2012                                                 |
| Contributori                                         |                                                      |                                                      |                                                      |                                                      |
| Nome                                                 | Nome                                                 | Ruolo                                                | Stagione/i                                           | Introdotto                                           |
| 15                                                   | Wayne Embry 2                                        | General manager                                      | 1972–1979                                            | 1999                                                 |
| Hubie Brown                                          | Hubie Brown                                          | Assistente                                           | 1972–1974                                            | 2005                                                 |

Note:
- 1 In totale, Robertson è stato introdotto nella Hall of Fame due volte – come giocatore e come membro della nazionale olimpica 1960.
- 2 Introdotto come contributore per essere stato il primo afroamericano a gestire una squadra in NBA. Ha inoltre giocato per il team nel 1968–1969.

### Numeri ritirati
| Numeri ritirati Milwaukee Bucks |                     |       |                     |                  |
| Num.                            | Giocatore           | Ruolo | Stagione/i          | Giorno ritiro    |
| 1                               | Oscar Robertson     | P     | 1970–1974           | 18 ottobre 1974  |
| 2                               | Junior Bridgeman    | AP    | 1975–1984 1986–1987 | 17 gennaio 1988  |
| 4                               | Sidney Moncrief     | G     | 1979–1990           | 6 gennaio 1990   |
| 8                               | Marques Johnson     | AP    | 1977–1984           | 24 marzo 2019    |
| 10                              | Bob Dandridge       | AP    | 1969–1977 1981      | 7 marzo 2015     |
| 14                              | Jon McGlocklin      | G     | 1968–1976           | 10 dicembre 1976 |
| 16                              | Bob Lanier          | C     | 1980–1984           | 4 dicembre 1984  |
| 32                              | Brian Winters       | G     | 1975–1983           | 28 ottobre 1983  |
| 33                              | Kareem Abdul-Jabbar | C     | 1969–1975           | 24 aprile 1993   |

## Allenatori e altri
| Legenda | Legenda                                                      |
| ------- | ------------------------------------------------------------ |
| PA      | Partite allenate                                             |
| V       | Vittorie                                                     |
| S       | Sconfitte                                                    |
| V%      | Percentuale di vittorie                                      |
|         | Ha trascorso l'intera sua carriera da allenatore con i Bucks |
|         | Eletto nella Basketball Hall of Fame come allenatore         |

Note: Statistiche aggiornate a fine stagione 2023-2024.
| Milwaukee Bucks |                   |           |     |     |     |      |    |    |    |      |                                                                                    |        |
| 1               | Larry Costello    | 1968–1976 | 674 | 410 | 264 | .608 | 60 | 37 | 23 | .617 | 1 titolo NBA (1971)                                                                | [ 2 ]  |
| 2               | Don Nelson        | 1976–1987 | 884 | 540 | 344 | .611 | 88 | 42 | 46 | .477 | 1982–83, 1984-85 Allenatore dell'anno NBA Nella top 10 allenatori della storia NBA | [ 4 ]  |
| 3               | Del Harris        | 1987–1991 | 345 | 191 | 154 | .554 | 21 | 6  | 15 | .286 |                                                                                    | [ 5 ]  |
| 4               | Frank Hamblen     | 1991–1992 | 65  | 23  | 42  | .354 | —  | —  | —  | —    |                                                                                    | [ 6 ]  |
| 5               | Mike Dunleavy     | 1992–1996 | 328 | 107 | 221 | .326 | —  | —  | —  | —    |                                                                                    | [ 7 ]  |
| 6               | Chris Ford        | 1996–1998 | 164 | 69  | 95  | .421 | —  | —  | —  | —    |                                                                                    | [ 8 ]  |
| 7               | George Karl       | 1998–2003 | 378 | 205 | 173 | .542 | 32 | 14 | 18 | .438 |                                                                                    | [ 9 ]  |
| 8               | Terry Porter      | 2003–2005 | 164 | 71  | 93  | .433 | 5  | 1  | 4  | .200 |                                                                                    | [ 10 ] |
| 9               | Terry Stotts      | 2005–2007 | 146 | 63  | 83  | .432 | 5  | 1  | 4  | .200 |                                                                                    | [ 11 ] |
| 10              | Larry Krystkowiak | 2007-2008 | 100 | 31  | 69  | .310 | —  | —  | —  | —    |                                                                                    | [ 12 ] |
| 11              | Scott Skiles      | 2008–2013 | 344 | 161 | 182 | .471 | 7  | 3  | 4  | .429 |                                                                                    | [ 13 ] |
| 12              | Jim Boylan        | 2013      | 50  | 22  | 28  | .444 | 4  | 0  | 4  | .000 |                                                                                    | [ 14 ] |
| 13              | Larry Drew        | 2013–2014 | 82  | 15  | 67  | .183 | —  | —  | —  | —    |                                                                                    | [ 15 ] |
| 14              | Jason Kidd        | 2014–2018 | 291 | 139 | 152 | .478 | 12 | 4  | 8  | .333 |                                                                                    | [ 16 ] |
| 15              | Joe Prunty        | 2018      | 37  | 21  | 16  | .568 | 7  | 3  | 4  | .400 |                                                                                    | [ 17 ] |
| 16              | Mike Budenholzer  | 2018–2023 | 391 | 271 | 120 | .693 | 65 | 39 | 26 | .600 | 2018–19 Allenatore dell'anno NBA 1 titolo NBA (2021)                               | [ 18 ] |
| 17              | Adrian Griffin    | 2023–2024 | 43  | 30  | 13  | .698 | —  | —  | —  | —    |                                                                                    |        |
| —               | Joe Prunty        | 2024      | 3   | 2   | 1   | .667 | —  | —  | —  | —    |                                                                                    | [ 17 ] |
| 18              | Doc Rivers        | 2024–     | 36  | 17  | 19  | .472 | 6  | 2  | 4  | .333 |                                                                                    |        |

### Membri della Basketball Hall of Fame
- Wayne Embry (Ex direttore generale; introdotto come contributore. Nel 1971 fu il primo direttore generale di colore dell'NBA. Sarebbe diventato il primo presidente di colore con i Cleveland Cavaliers)
- K.C. Jones (Ex-assistente allenatore; introdotto come giocatore dei Boston Celtics)

## Leader di franchigia
Dati aggiornati al 11 maggio 2025.
| Punti 1. Giannīs Antetokounmpo: 20.538 2. Kareem Abdul-Jabbar: 14.211 3. Khris Middleton: 12.586 4. Glenn Robinson: 12.010 5. Sidney Moncrief: 11.594 6. Michael Redd: 11.554 7. Bob Dandridge: 11.478 8. Marques Johnson: 10.980 9. Junior Bridgeman: 9.892 10. Brian Winters: 9.743 Assist 1. Giannīs Antetokounmpo: 4.288 2. Paul Pressey: 3.272 3. Khris Middleton: 2.990 4. Sidney Moncrief: 2.689 5. Brian Winters: 2.479 6. Quinn Buckner: 2.391 7. Sam Cassell: 2.269 8. Oscar Robertson: 2.156 9. Kareem Abdul-Jabbar: 2.008 10. Bob Dandridge: 1.956 | Presenze 1. Giannīs Antetokounmpo: 859 2. Khris Middleton: 735 3. Junior Bridgeman: 711 4. Sidney Moncrief: 695 5. Bob Dandridge: 618 6. Jon McGlocklin: 595 7. Ersan İlyasova: 583 8. Brian Winters: 582 9. Paul Pressey: 580 10. Michael Redd: 578 Palle Rubate 1. Quinn Buckner: 1.042 2. Giannis Antetokounmpo: 961 3. Paul Pressey: 894 4. Sidney Moncrief: 874 5. Khris Middleton: 870 6. Alvin Robertson: 753 7. Brian Winters: 718 8. Marques Johnson: 697 9. Glenn Robinson: 689 10. Ray Allen: 618 | Rimbalzi 1. Giannīs Antetokounmpo: 8.530 2. Kareem Abdul-Jabbar: 7.161 3. Bob Dandridge: 4.497 4. Marques Johnson: 3.923 5. Andrew Bogut: 3.810 6. Terry Cummings: 3.758 7. Khris Middleton: 3.598 8. Glenn Robinson: 3.519 9. Sidney Moncrief: 3.447 10. Ersan İlyasova: 3.343 Stoppate 1. Giannīs Antetokounmpo: 1.064 2. Brook Lopez: 990 3. Alton Lister: 804 4. Harvey Catchings: 709 5. Andrew Bogut: 642 6. John Henson: 600 7. Ervin Johnson: 586 8. Kareem Abdul-Jabbar: 495 9. Randy Breuer: 474 10. Marques Johnson: 439 |

## Palmarès
- Campionato NBA: 2

1971, 2021
- Titoli di Conference: 3

1971, 1974, 2021
- Titoli di Division: 19

1970-1971, 1971-1972, 1972-1973, 1973-1974, 1975-1976, 1979-1980, 1980-1981, 1981-1982, 1982-1983, 1983-1984, 1984-1985, 1985-1986, 2000-2001, 2018-2019, 2019-2020, 2020-2021, 2021-2022, 2022-2023, 2023-2024
- NBA In-Season Tournament: 1

2024
- Maurice Podoloff Trophy: 1 (record condiviso con Boston Celtics e Oklahoma City Thunder)

2022-2023

## Premi e riconoscimenti individuali
NBA Most Valuable Player Award
- Kareem Abdul-Jabbar - 1971, 1972, 1974
- Giannīs Antetokounmpo - 2019, 2020

Bill Russell NBA Finals Most Valuable Player Award
- Kareem Abdul-Jabbar - 1971
- Giannīs Antetokounmpo - 2021

NBA All-Star Game Most Valuable Player Award
- Giannīs Antetokounmpo - 2021
- Damian Lillard - 2024

NBA Defensive Player of the Year Award
- Sidney Moncrief - 1983, 1984
- Giannīs Antetokounmpo - 2020

NBA Rookie of the Year Award
- Kareem Abdul-Jabbar - 1970
- Malcolm Brogdon - 2017

NBA Most Improved Player
- Giannīs Antetokounmpo - 2017

NBA Sixth Man of the Year Award
- Ricky Pierce - 1987, 1990

NBA Sportsmanship Award
- Jrue Holiday - 2021

NBA Coach of the Year Award
- Don Nelson - 1983, 1985
- Mike Budenholzer - 2019

NBA Executive of the Year Award
- John Hammond – 2010
- Jon Horst - 2019

NBA Three-point Shootout
- Ray Allen - 2001
- Damian Lillard - 2024

All-NBA First Team
- Kareem Abdul-Jabbar - 1971, 1972, 1973, 1974
- Marques Johnson - 1979
- Sidney Moncrief - 1983
- Giannīs Antetokounmpo - 2019, 2020, 2021, 2022, 2023, 2024, 2025

All-NBA Second Team
- Kareem Abdul-Jabbar - 1970
- Oscar Robertson - 1971
- Marques Johnson - 1980, 1981
- Sidney Moncrief - 1982, 1984, 1985, 1986
- Terry Cummings - 1985
- Giannīs Antetokounmpo - 2017, 2018

All-NBA Third Team
- Terry Cummings - 1989
- Vin Baker - 1997
- Ray Allen - 2001
- Michael Redd - 2004
- Andrew Bogut - 2010

NBA All-Defensive First Team
- Kareem Abdul-Jabbar - 1974, 1975
- Sidney Moncrief - 1983, 1984, 1985, 1986
- Paul Pressey - 1985, 1986
- Alvin Robertson - 1991
- Eric Bledsoe - 2019
- Giannīs Antetokounmpo - 2019, 2020, 2021, 2022
- Jrue Holiday - 2021, 2023
- Brook Lopez - 2023

NBA All-Defensive Second Team
- Kareem Abdul-Jabbar - 1970, 1971
- Quinn Buckner - 1978, 1980, 1981, 1982
- Sidney Moncrief - 1982
- Paul Pressey - 1987
- Alvin Robertson - 1990
- Giannīs Antetokounmpo - 2017
- Eric Bledsoe - 2020
- Brook Lopez - 2020
- Jrue Holiday - 2022

NBA Rookie First Team
- Kareem Abdul-Jabbar - 1970
- Bob Dandridge - 1970
- Marques Johnson - 1978
- Vin Baker - 1994
- Glenn Robinson - 1995
- Andrew Bogut - 2005
- Brandon Jennings - 2010
- Malcolm Brogdon  - 2017

NBA Rookie Second Team
- Ray Allen - 1997
- T.J. Ford - 2004
- Giannīs Antetokounmpo - 2014